# ÖBB 2045
Die Lokomotiven der Reihe 2045 der Österreichischen Bundesbahnen (ÖBB) waren vierachsige  Diesellokomotiven, die von 1952 bis 1993 im Einsatz waren. Die Maschinen wurden von der Simmering-Graz-Pauker AG gebaut.

## Geschichte

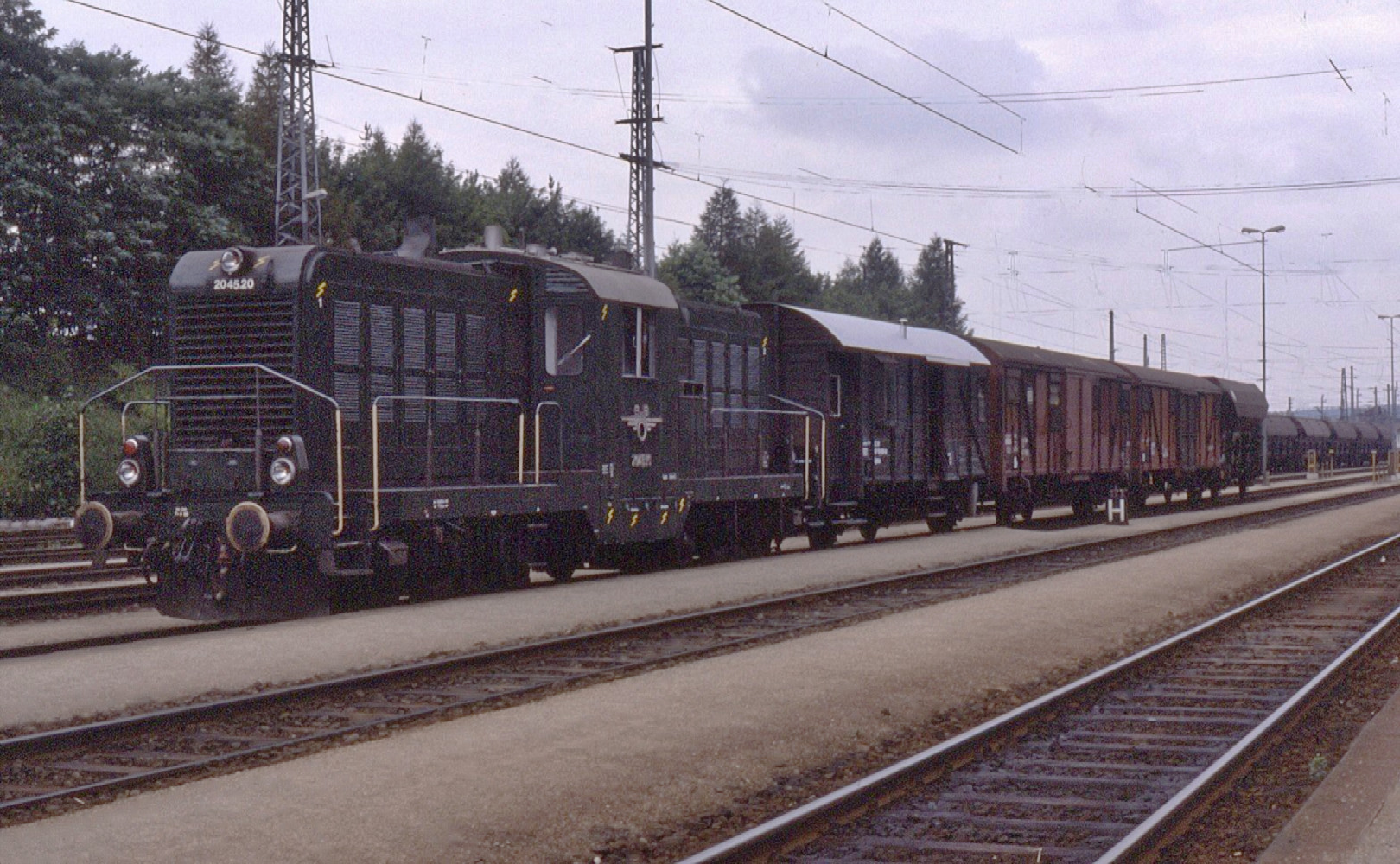
2045.20 mit Güterzug in Sigmundsherberg (1988)

Im Zweiten Weltkrieg  wurde das Streckennetz und der Fahrpark der ÖBB weitgehend zerstört. Der Verkehr konnte nur durch Improvisation schrittweise wieder aufgenommen werden. Da auch die Mehrzahl der Lokomotiven zerstört war, mussten möglichst rasch neue beschafft werden. Die ÖBB konzentrierten die wenigen verfügbaren Mittel auf die elektrische Traktion. Dampflokomotiven beschafften die ÖBB nach 1945 (abgesehen von aus lagernden Teilen fertig gestellten Lokomotiven der Reihe 42) keine mehr. Für die vorerst nicht zu elektrifizierenden Strecken bestellten die ÖBB vorerst 20 dieselelektrische Lokomotiven der Reihe 2045, deren Bau und Fertigstellung sich wegen der fast vollständig zerstörten Lokomotivfabriken um viele Jahre verzögerte.  Die Reihe 2045 waren die ersten Nachkriegs- und zugleich die ersten österreichischen Vollbahn-Diesellokomotiven. Sie bewährten sich trotz der vielen bei der Fertigung einzugehenden Kompromisse ausgezeichnet.
Die Loks waren sowohl vom Erscheinungsbild her mit einem Mittelstand als auch vom dieselelektrischen Antriebskonzept an US-amerikanische Diesellokomotiven angelehnt. 
Zwanzig Lokomotiven der Reihe 2045 wurden von Simmering-Graz-Pauker gebaut und zwischen 1952 und 1955 an die ÖBB übergeben. Die ersten Lokomotiven wurden in brauner Farbgebung lackiert, die jedoch später durch eine tannengrüne Lackierung ersetzt wurde. Zuletzt erhielten die Loks eine blutorange (Jaffa-)Lackierung, die sie bis zu ihrer Ausmusterung behielten. Im Laufe der Zeit wurden die Maschinen teilweise modernisiert. Ein Umbau der Luftführung veränderte außerdem das Erscheinungsbild der Loks. Dabei wurden die seitlichen Lüftungsöffnungen der Vorbauten verschlossen und die Abluft zur besseren Schalldämpfung über Aufbauten abgeführt.
Die Lokomotiven der Reihe 2045 wurden ursprünglich in Wien Süd, Linz, Graz, Villach, Lienz und Wien FJB beheimatet und unter anderem auf der Semmeringbahn sowie der Pyhrnbahn eingesetzt. Später wurden sie von diesen höherwertigen Diensten verdrängt und auf Nebenbahnen im Personen- und Güterverkehr eingesetzt. Einsatzgebiete waren unter anderem die Mühlkreisbahn und die Kamptalbahn. Die Lokomotiven 03 und 04 kollidierten 1974 in Pießling-Vorderstoder auf der Pyhrnbahn und wurden in weiterer Folge 1975 ausgemustert. Die letzte Vertreterin der Reihe 2045 wurde am 1. Mai 1993 ausgemustert. Sieben Lokomotiven sind bis heute erhalten geblieben.

## Konstruktion

### Allgemeines
Der geschweißte Rahmen stützt sich auf den beiden Drehgestellen ab. In der Mitte befindet sich ein Führerhaus, an das zwei gleichlange Vorbauten anschließen, in denen je eine komplette Antriebsanlage untergebracht ist.

### Maschinenanlage und Kraftübertragung
Beide Antriebsanlagen setzen sich jeweils aus einem Dieselmotor, einem Generator und den Hilfsaggregaten zusammen. Als Antriebsmotoren kommen Dieselmotoren vom Typ S12a von SGP mit einer Leistung von 500 PS bei einer Drehzahl von 1350 Umin−1. Der Hubraum eines Motors beträgt 45,84 l. Die Generatoren haben eine Dauerleistung von je 302 kW, welche je zwei Fahrmotoren mit je 140 kW antreiben. Die Leistungsregelung erfolgt durch Drehzahl- und Füllungsregelung in fünf Fahrstufen. Die Kraftübertragung vom Fahrmotor auf den Radsatz erfolgt mittels BBC-Federantriebs.

### Hilfsanlagen
Zur Beheizung der Reisezüge diente ursprünglich ein im Führerhaus untergebrachter Dampfkessel mit einer Kesselfläche von 9,5 m² und einer Dampfleistung von 250 kg/h Dampf bei einem Druck von 4,5 atü. Dazu führt die Lokomotive 200 l Heizöl und 1,5 t Wasser mit.
Die Lokomotiven verfügen über eine Hand-, eine indirekte und eine direkt wirkende Druckluftbremse sowie über eine Sicherheitsfahrschaltung.

## Verbleib

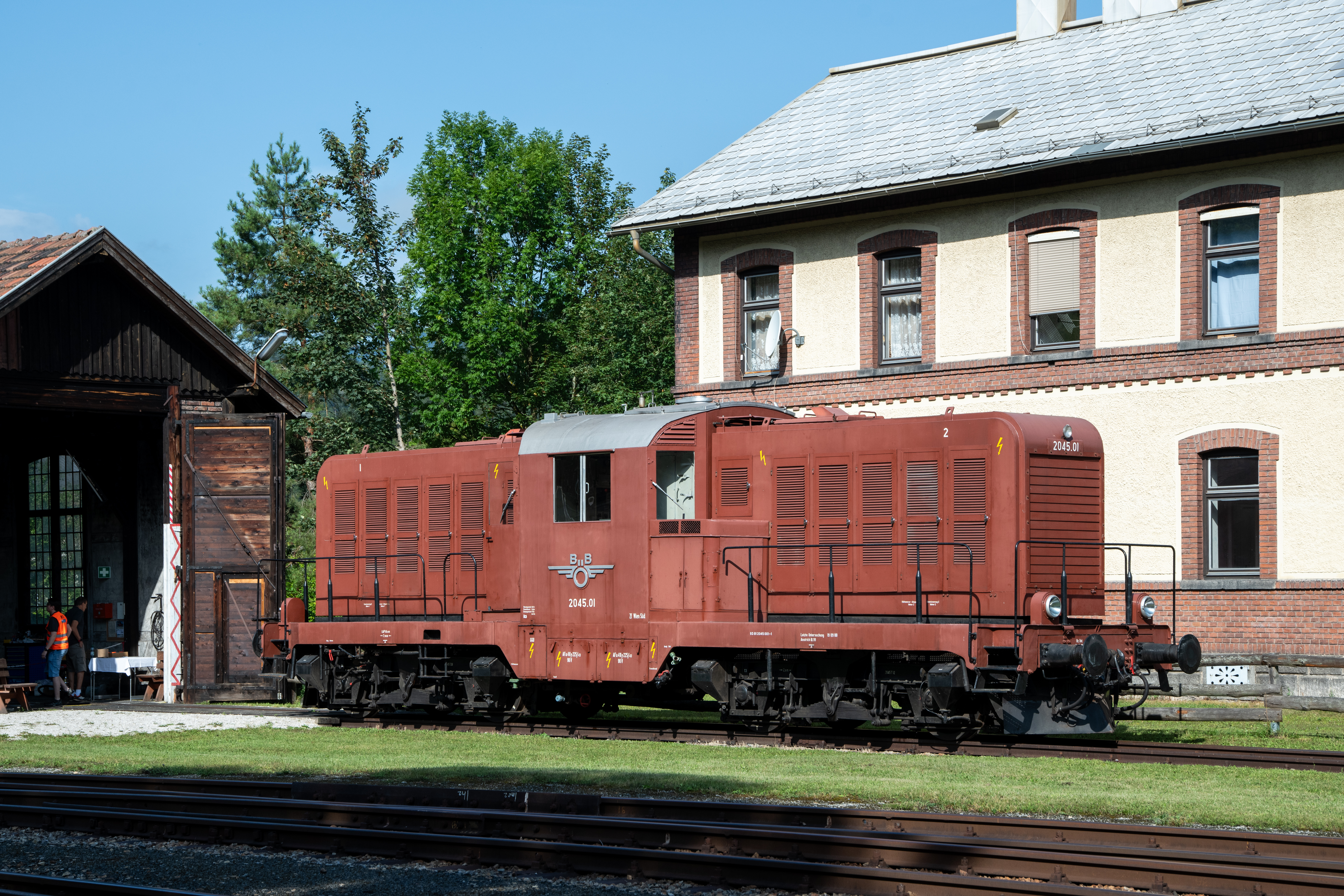
2045.01 am Bahnhof St. Aegyd am Neuwalde (2024)

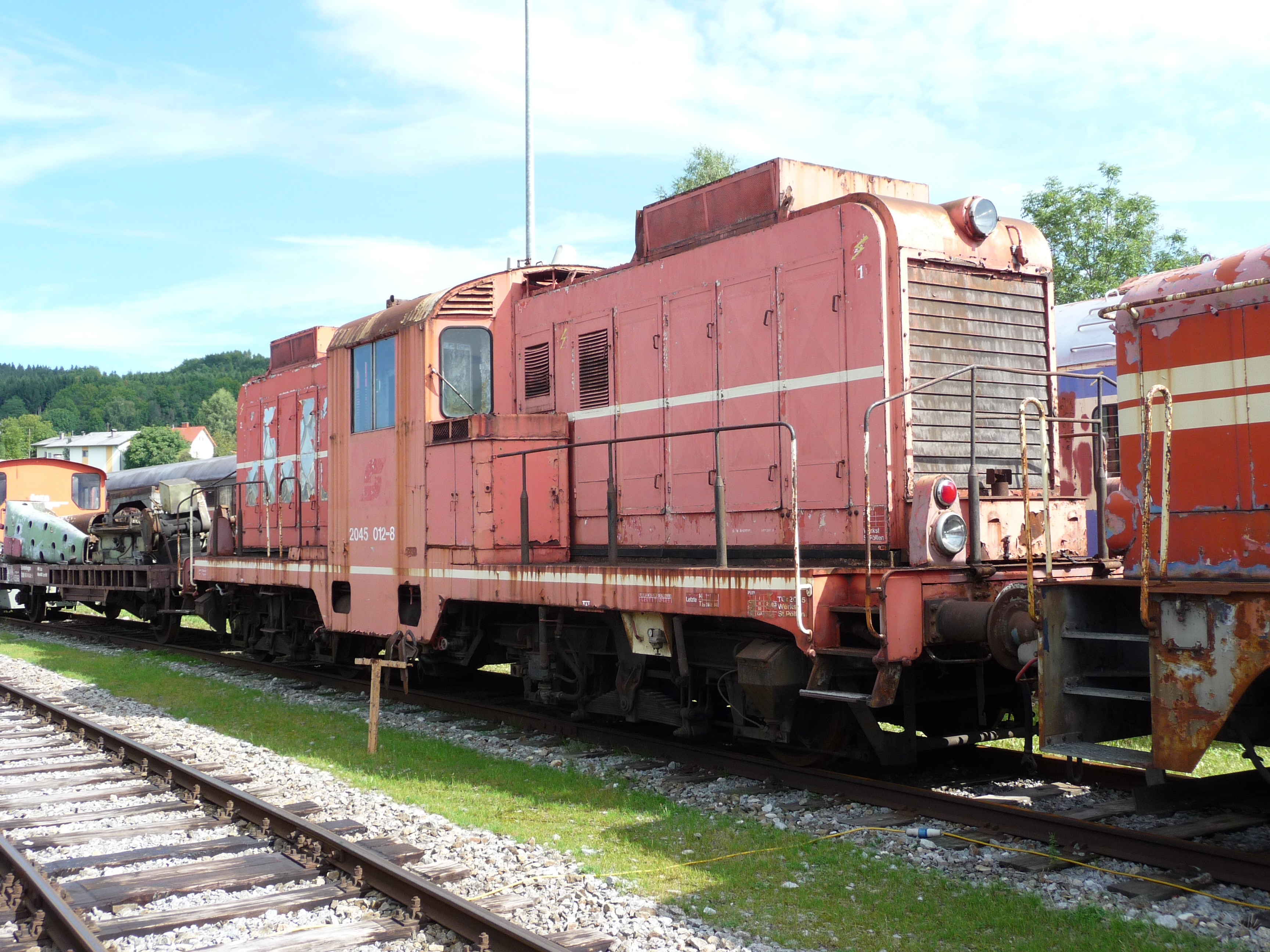
2045.012 im Eisenbahnmuseum Ampflwang Zustand 2012

Folgende Lokomotiven sind bis heute erhalten geblieben:
| Nummer     | Baujahr | Farbgebung | Standort              |
| ---------- | ------- | ---------- | --------------------- |
| 2045.01    | 1952    | rotbraun   | St. Aegyd am Neuwalde |
| 2045.002-9 | 1952    | blutorange | Strasshof             |
| 2045.009-4 | 1953    | blutorange | Mistelbach            |
| 2045.012-8 | 1954    | blutorange | Ampflwang             |
| 2045.015-1 | 1954    | blutorange | Lienz                 |
| 2045.019-3 | 1954    | blutorange | Mistelbach            |
| 2045.020   | 1955    | tannengrün | Strasshof             |

2045.017-7 stand am 3. April 2012 in Irnfritz zur Verschrottung bereit. Von 2045.013-6 sind einige Fragmente erhalten geblieben. Drehgestelle und Vorbauten sind in Ampflwang.